# Sigrid Bielke
Sigrid Nilsdotter Bielke, född 26 oktober 1620 i Bettna, Åkerö, död 6 januari 1679 i Stockholm, var en svensk adelsdam. Hon skrev ner många viktiga händelser under sitt liv i en släktbok som gavs ut i Personhistorisk tidskrift 1898–1899.

## Biografi
Bielke föddes 1620, som dotter till Nils Bielke av Åkerö och Catharina Oxenstierna. 1643 gifte hon sig med greve Gustaf Horn af Björneborg, varigenom hon blev styvmor åt Agneta Horn.
1638 ärvde Bielke Viks slott. Gustaf Horn genomförde den största restaurationen av slottet i dess historia, vilket fullbordades av Bielke efter hans död 1657. Bielke ägde även Ervalla gård, och som dess ägare lät hon även uppföra Ervalla nuvarande kyrka, som då ersatte en gammal, förfallen träkyrka. Gården gick i arv till hennes dotter Eva Horn.
Bielke skrev ner många viktiga händelser ur sitt liv, bland annat födsslar, dop, dödsfall, begravningar och bröllop i en släktbok. Det var en vanlig praxis bland adelsdamer under 1600-talet. Släktboken publicerades i Personhistorisk tidskrift 1898–1899, och fick då titeln Sigrid Bielkes (…) egenhändiga annotationer om sina närmaste anförvandter. Anteckningarna i släktboken löper från 1548 till 1647. Den skildrar såväl hennes egen släkt som Gustaf Horns. 
Sju av Bielkes nio barn dog som spädbarn.